# Heugas
Heugas – miejscowość i gmina we Francji, w regionie Nowa Akwitania, w departamencie Landy.
Według danych na rok 1990 gminę zamieszkiwało 1280 osób, a gęstość zaludnienia wynosiła 68 osób/km² (wśród 2290 gmin Akwitanii Heugas plasuje się na 338. miejscu pod względem liczby ludności, natomiast pod względem powierzchni na miejscu 580.).